# Chelonus bidentulus
Chelonus bidentulus är en stekelart som beskrevs av Thomson 1874. Chelonus bidentulus ingår i släktet Chelonus och familjen bracksteklar. Arten är reproducerande i Sverige. Inga underarter finns listade i Catalogue of Life.